# Leggi di Burgos
Le Leggi di Burgos (in spagnolo Leyes de Burgos) od Ordinanze per il trattamento degli Indios (in spagnolo Ordenanzas para el tratamiento de los Indios) sono una serie di ordinanze stilate nella città castigliana di Burgos il 27 gennaio del 1512, il cui scopo era quello di mettere in regola il trattamento dei popoli nativi del Nuovo Mondo, che non era garantito dal contratto. Furono le prime leggi che la monarchia ispanica applicò per organizzare la conquista del Nuovo Mondo.

## La giunta di Burgos
Le ripetute denunce della condizione di schiavitù degli indigeni da parte dei frati domenicani di Santo Domingo, in particolare l'omelia di padre Antonio de Montesinos (1511), spinsero re Ferdinando II di Aragona a riunire a Burgos una giunta di teologi, giuristi e rappresentanti dei coloni con il compito di promulgare un testo legislativo atto a regolamentare la conquista del Nuovo Mondo e il rapporto tra indigeni e conquistadores attraverso l'encomienda, un sistema feudale utilizzato in Castiglia nel Medioevo che verrà applicato, come principio, alla conquista del Nuovo Mondo.
Le Leggi di Burgos si possono riassumere in quattro principi:
- Gli indigeni sono liberi;
- I Re cattolici sono i Signori degli indigeni e di conseguenza hanno il compito di evangelizzarli;
- Era consentito obbligare l'indio a lavorare, purché il lavoro fosse tollerabile e il salario giusto, benché non fosse obbligatorio un pagamento in denaro;
- Si giustifica la guerra e la conquista degli indigeni nel momento in cui essi si rifiutano di essere cristianizzati (per questo venne redatto il Requerimiento).

Il re Ferdinando il Cattolico incaricò i due più distaccati rappresentanti della giunta di scrivere il trattato: Juan López de Palacios Rubios e Matías de Paz.

## Le leggi e la loro applicazione
L'introduzione delle leggi era prevista in maniera graduale, cominciando dall'isola di Hispaniola per poi estendersi alle isole di Porto Rico e Giamaica, e in seguito a tutti i possedimenti. Le ordinanze legalizzarono la pratica della ripartizione dei coloni da parte degli encomenderos, stabilendo un minimo di quaranta uomini e un massimo di centocinquanta a testa.
Era prevista anche una regolamentazione del regime di lavoro, giornata, alimentazione igiene e abitazione degli indigeni. Venne proibita agli encomenderos l'applicazione di ogni punizione agli indigeni; le donne incinte da più di quattro mesi erano esenti dal lavoro.
Fu resa obbligatoria la catechesi e vietata la bigamia. Gli indigeni erano anche obbligati a costruire le loro capanne vicino alle case degli encomenderos. Si rispettò, in un certo modo, l'autorità dei capi tribù, i quali furono esentati dai lavori più umili ed ebbero la concessione di alcuni indigeni come servitori.

## Conseguenze
Non ci fu mai, da parte degli encomenderos, una vera applicazione delle Leggi di Burgos, e i dibattiti negli anni successivi portarono al divieto di schiavizzare gli indigeni (1531), alla promulgazione delle Leggi nuove (1542) e alla Giunta di Valladolid (1551-1552).